# فرناندو کلیمنت
فرناندو کلیمنت (اسپانیایی: Fernando Climent‎؛ زادهٔ ۲۷ مهٔ ۱۹۵۸) قایقران روئینگ اهل اسپانیا بود.
وی در مسابقات کشوری و بین‌المللی در مجموع برندهٔ ۲ مدال طلا، ۲ مدال نقره، ۵ مدال برنز شده‌است.